# Coupe du monde d'escalade de 2018
Navigation
29e édition 31e édition
La coupe du monde d'escalade de 2018 est la 30e édition de la coupe du monde d'escalade. En 2018, cette série d'épreuves débute le 13 avril et se termine le 28 octobre. Cette compétition compte quatorze étapes comprenant sept épreuves de difficulté, sept épreuves de bloc et huit épreuves de vitesse.

## Classement général
| Catégories | Or                 | Or         | Argent               | Argent     | Bronze                         | Bronze     |
| ---------- | ------------------ | ---------- | -------------------- | ---------- | ------------------------------ | ---------- |
| Difficulté | Jakob Schubert (3) | 495 points | Stefano Ghisolfi     | 466 points | Romain Desgranges Domen Skofic | 356 points |
| Difficulté | Janja Garnbret (3) | 550 points | Jessica Pilz         | 505 points | Jain Kim                       | 354 points |
| Bloc       | Jernej Kruder      | 442 points | Tomoa Narasaki       | 400 points | Rei Sugimoto                   | 334 points |
| Bloc       | Miho Nonaka        | 500 points | Akiyo Noguchi        | 495 points | Fanny Gibert                   | 320 points |
| Vitesse    | Bassa Mawem        | 448 points | Danyil Boldyrev      | 437 points | Dmitrii Timofeev               | 429 points |
| Vitesse    | Anouck Jaubert (2) | 550 points | Aries Susanti Rahayu | 420 points | Iuliia Kaplina                 | 414 points |
| Combiné    | Jakob Schubert (4) | 36 points  | Tomoa Narasaki       | 48 points  | Yoshiyuki Ogata                | 576 points |
| Combiné    | Janja Garnbret (3) | 22 points  | Miho Nonaka          | 60 points  | Akiyo Noguchi                  | 240 points |

## Étapes
| Dates                               | Lieu            | Difficulté | Bloc     | Vitesse  |
| ----------------------------------- | --------------- | ---------- | -------- | -------- |
| 13 avril 2018-14 avril 2018         | Meiringen       | -          | X        | -        |
| 21 avril 2018-22 avril 2018         | Moscou          | -          | X        | X        |
| 5 mai 2018-6 mai 2018               | Chongqing       | -          | X        | X        |
| 12 mai 2018-13 mai 2018             | Tai'an          | -          | X        | X        |
| 2 juin 2018-3 juin 2018             | Hachioji, Tokyo | -          | X        | -        |
| 8 juin 2018-9 juin 2018             | Vail            | -          | X        | -        |
| 6 juillet 2018-7 juillet 2018       | Villars         | X          | -        | X        |
| 12 juillet 2018-13 juillet 2018     | Chamonix        | X          | -        | X        |
| 20 juillet 2018-21 juillet 2018     | Briançon        | X          | -        | -        |
| 27 juillet 2018-28 juillet 2018     | Arco            | X          | -        | X        |
| 17 août 2018-18 août 2018           | Munich          | -          | X        | -        |
| 29 septembre 2018-30 septembre 2018 | Kranj           | X          | -        | -        |
| 20 octobre 2018-21 octobre 2018     | Wujiang         | X          | -        | X        |
| 27 octobre 2018-28 octobre 2018     | Xiamen          | X          | -        | X        |
| Total : 14 étapes                   |                 | 7 étapes   | 7 étapes | 8 étapes |

## Podiums des étapes

### Difficulté

#### Hommes
| Étapes       | Lieu              | Or                    | Argent            | Bronze           |
| ------------ | ----------------- | --------------------- | ----------------- | ---------------- |
| 6 juillet    | Villars (Suisse)  | Jakob Schubert (17)   | Romain Desgranges | Tomoa Narasaki   |
| 12 juillet   | Chamonix (France) | Stefano Ghisolfi (4)  | Jakob Schubert    | Alexander Megos  |
| 20 juillet   | Briançon (France) | Alexander Megos       | Romain Desgranges | Domen Skofic     |
| 27 juillet   | Arco (Italie)     | Jakob Schubert (18)   | Stefano Ghisolfi  | Domen Skofic     |
| 29 septembre | Kranj (Slovénie)  | Stefano Ghisolfi (5)  | Jakob Schubert    | Masahiro Higuchi |
| 20 octobre   | Wujiang (Chine)   | Romain Desgranges (6) | Jakob Schubert    | Hyunbin Min      |
| 27 octobre   | Xiamen (Chine)    | Domen Skofic (5)      | Stefano Ghisolfi  | Hyunbin Min      |

#### Femmes
| Étapes       | Lieu              | Or                                | Argent         | Bronze          |
| ------------ | ----------------- | --------------------------------- | -------------- | --------------- |
| 6 juillet    | Villars (Suisse)  | Janja Garnbret (11)               | Jessica Pilz   | Jain Kim        |
| 12 juillet   | Chamonix (France) | Jessica Pilz                      | Janja Garnbret | Jain Kim        |
| 20 juillet   | Briançon (France) | Janja Garnbret (12)               | Jessica Pilz   | Anak Verhoeven  |
| 27 juillet   | Arco (Italie)     | Janja Garnbret (13)               | Jessica Pilz   | Anak Verhoeven  |
| 29 septembre | Kranj (Slovénie)  | Jain Kim (27)                     | Janja Garnbret | Hannah Schubert |
| 20 octobre   | Wujiang (Chine)   | Janja Garnbret (14) Jain Kim (28) | -              | Jessica Pilz    |
| 27 octobre   | Xiamen (Chine)    | Jessica Pilz (2)                  | Janja Garnbret | Akiyo Noguchi   |

### Bloc

#### Hommes
| Étapes   | Lieu               | Or                 | Argent           | Bronze          |
| -------- | ------------------ | ------------------ | ---------------- | --------------- |
| 13 avril | Meiringen (Suisse) | Jernej Kruder      | Tomoa Narasaki   | Aleksei Rubtsov |
| 21 avril | Moscou (Russie)    | Tomoa Narasaki (3) | Jernej Kruder    | Gregor Vezonik  |
| 5 mai    | Chongqing (Chine)  | Kokoro Fujii (4)   | Sean McColl      | Aleksei Rubtsov |
| 12 mai   | Tai'an (Chine)     | Alex Khazanov      | Jernej Kruder    | Gregor Vezonik  |
| 2 juin   | Tokyo (Japon)      | Gabriele Moroni    | Tomoa Narasaki   | Rei Sugimoto    |
| 8 juin   | Vail (États-Unis)  | Rei Sugimoto (2)   | Sean Bailey (en) | Tomoa Narasaki  |
| 17 août  | Munich (Allemagne) | Gregor Vezonik     | Jernej Kruder    | Jakob Schubert  |

#### Femmes
| Étapes   | Lieu               | Or                 | Argent         | Bronze                |
| -------- | ------------------ | ------------------ | -------------- | --------------------- |
| 13 avril | Meiringen (Suisse) | Miho Nonaka (3)    | Janja Garnbret | Akiyo Noguchi         |
| 21 avril | Moscou (Russie)    | Janja Garnbret (4) | Miho Nonaka    | Akiyo Noguchi         |
| 5 mai    | Chongqing (Chine)  | Akiyo Noguchi (19) | Miho Nonaka    | Staša Gejo            |
| 12 mai   | Tai'an (Chine)     | Akiyo Noguchi (20) | Miho Nonaka    | Fanny Gibert          |
| 2 juin   | Tokyo (Japon)      | Akiyo Noguchi (21) | Miho Nonaka    | Ekaterina Kipriianova |
| 8 juin   | Vail (États-Unis)  | Alex Puccio (2)    | Miho Nonaka    | Akiyo Noguchi         |
| 17 août  | Munich (Allemagne) | Janja Garnbret (5) | Miho Nonaka    | Akiyo Noguchi         |

### Vitesse

#### Hommes
| Étapes     | Lieu              | Or                            | Argent           | Bronze                    |
| ---------- | ----------------- | ----------------------------- | ---------------- | ------------------------- |
| 21 avril   | Moscou (Russie)   | Reza Alipourshenazandifar (6) | Vladislav Deulin | Veddriq Leonardo          |
| 5 mai      | Chongqing (Chine) | Dmitrii Timofeev (3)          | Aspar Jaelolo    | Danyil Boldyrev           |
| 12 mai     | Tai'an (Chine)    | Bassa Mawem                   | Sabri Sabri      | Dmitrii Timofeev          |
| 6 juillet  | Villars (Suisse)  | Aleksandr Shikov (2)          | Aleksandr Shilov | Danyil Boldyrev           |
| 12 juillet | Chamonix (France) | Danyil Boldyrev (4)           | Dmitrii Timofeev | Bassa Mawem               |
| 27 juillet | Arco (Italie)     | Danyil Boldyrev (5)           | Aleksandr Shilov | Reza Alipourshenazandifar |
| 20 octobre | Wujiang (Chine)   | Aspar Jaelolo                 | Ludovico Fossali | Reza Alipourshenazandifar |
| 27 octobre | Xiamen (Chine)    | Bassa Mawem (2)               | Aspar Jaelolo    | Reza Alipourshenazandifar |

#### Femmes
| Étapes     | Lieu              | Or                       | Argent           | Bronze               |
| ---------- | ----------------- | ------------------------ | ---------------- | -------------------- |
| 21 avril   | Moscou (Russie)   | Anouck Jaubert (12)      | Iuliia Kaplina   | Elena Timofeeva      |
| 5 mai      | Chongqing (Chine) | Aries Susanti Rahayu     | Elena Timofeeva  | Puji Lestari         |
| 12 mai     | Tai'an (Chine)    | Anouck Jaubert (13)      | Sari Agustina    | Aries Susanti Rahayu |
| 6 juillet  | Villars (Suisse)  | Anouck Jaubert (14)      | Victoire Andrier | Mariia Krasavina     |
| 12 juillet | Chamonix (France) | Aleksandra Rudzinska (3) | Anna Tsyganova   | Mariia Krasavina     |
| 27 juillet | Arco (Italie)     | Iuliia Kaplina (12)      | Mariia Krasavina | Anouck Jaubert       |
| 20 octobre | Wujiang (Chine)   | Aries Susanti Rahayu (2) | Anouck Jaubert   | Iuliia Kaplina       |
| 27 octobre | Xiamen (Chine)    | Aries Susanti Rahayu (3) | Iuliia Kaplina   | Anouck Jaubert       |

## Autres compétitions mondiales de la saison

### Championnats du monde d'escalade 2018

#### Difficulté

##### Hommes
| Étapes      | Lieu                 | Or                 | Argent     | Bronze          |
| ----------- | -------------------- | ------------------ | ---------- | --------------- |
| 6 septembre | Innsbruck (Autriche) | Jakob Schubert (2) | Adam Ondra | Alexander Megos |

##### Femmes
| Étapes      | Lieu                 | Or           | Argent         | Bronze   |
| ----------- | -------------------- | ------------ | -------------- | -------- |
| 6 septembre | Innsbruck (Autriche) | Jessica Pilz | Janja Garnbret | Jain Kim |

#### Bloc

##### Hommes
| Étapes      | Lieu                 | Or         | Argent       | Bronze         |
| ----------- | -------------------- | ---------- | ------------ | -------------- |
| 6 septembre | Innsbruck (Autriche) | Kai Harada | Jongwon Chon | Gregor Vezonik |

##### Femmes
| Étapes      | Lieu                 | Or             | Argent        | Bronze     |
| ----------- | -------------------- | -------------- | ------------- | ---------- |
| 6 septembre | Innsbruck (Autriche) | Janja Garnbret | Akiyo Noguchi | Staša Gejo |

#### Vitesse

##### Hommes
| Étapes      | Lieu                 | Or                        | Argent      | Bronze            |
| ----------- | -------------------- | ------------------------- | ----------- | ----------------- |
| 6 septembre | Innsbruck (Autriche) | Reza Alipourshenazandifar | Bassa Mawem | Stanislav Kokorin |

##### Femmes
| Étapes      | Lieu                 | Or                   | Argent      | Bronze           |
| ----------- | -------------------- | -------------------- | ----------- | ---------------- |
| 6 septembre | Innsbruck (Autriche) | Aleksandra Rudzinska | Anna Brożek | Mariia Krasavina |

#### Combiné format olympique

##### Hommes
| Étapes      | Lieu                 | Or             | Argent     | Bronze    |
| ----------- | -------------------- | -------------- | ---------- | --------- |
| 6 septembre | Innsbruck (Autriche) | Jakob Schubert | Adam Ondra | Jan Hojer |

##### Femmes
| Étapes      | Lieu                 | Or             | Argent | Bronze       |
| ----------- | -------------------- | -------------- | ------ | ------------ |
| 6 septembre | Innsbruck (Autriche) | Janja Garnbret | Sol Sa | Jessica Pilz |